# Dimebag Darrell
Dimebag Darrell (született Darrell Lance Abbott) (Arlilngton, Texas, 1966. augusztus 20. – Columbus, Ohio, 2004. december 8.) a Pantera és a Damageplan együttes gitárosa.

## Élete

### Korai évek
Darrell Lance Abbott a texas állambeli Ennisben született 1966. augusztus 20-án, Carolyn és Jerry Abbott countryzenei producer második fiaként. Bátyja Vinnie Paul 1964. március 11-én született. Szüleik 1979-ben, tizenhét év házasság után elváltak, de családi életük ezután is rendezett maradt. A testvérek édesanyjukkal, Carolynnal éltek egy farmház-stílusú épületben az arlingtoni Monterrey Streeten. Édesapjuk, Jerry a közelben lakott, így Darrell rendszeresen kerékpárra pattant, hogy átugorjon hozzá gitárórákra. Fiai zenei törekvéseit édesanyjuk is támogatta.
Darell apja volt "az egyetlen, aki képes volt formálni és befolyásolni Darrell zene és gitár iránti szeretetét". Egyrészt korai gitárleckéivel ő indította el Darrell gitáros karrierjét, másrészt menedzselte és hangmérnöke/producere volt a Pantera zenekarnak 1981-es megalakulásuktól egészen addig, amíg a csapat 1989 végén nagylemez szerződéshez jutott.
Első gitárja egy Les Paul stílusú Hohner volt, melyet egy Pignose erősítővel együtt kapott tizenkettedik születésnapjára. Amíg nem tudott játszani a hangszeren csak szobai tükre előtt pózolva töltötte vele az időt Ace Frehley stílusú arcfestést viselve, miközben a Black Sabbath, Judas Priest, Kiss és Van Halen szólt. Apja begyakorolta a Kiss dalait gitáron, hogy megtanítsa Darrellnek is, de a fiú olyan country zenészektől is tanult, akik apja hangstúdiójában készítettek felvételeket, mint például Bugs Henderson.
Bátyja, Vinnie már azelőtt elkezdett dobolni, hogy Darrell megkapta volna első gitárját. Eleinte Darrell is próbálkozott a dobokkal; Vinnie később így nyilatkozott erről: "Egyszerűen csak jobb lettem nála, és nem engedtem őt játszani". Az Abbott testvérek első jam sessionje hat órányi "Smoke on the Water"-ből állt. Legnagyobb példaképük Alex és Eddie Van Halen volt. Vinnie egy 2016-os interjúban úgy fogalmazott, hogy ő és Darrell "elválaszthatatlanokká" váltak, miután elkezdtek együtt zenélni.
14 éves korában benevezett egy gitárversenyre, amit a dallasi Agora Ballroomban tartottak. Darrellt édesanyja kísérte el a klubba, mivel még nem volt elég idős ahhoz, hogy egyedül nevezzen. Megnyerte a versenyt. Dean Zelinsky, a Dean Guitars alapítója volt az egyik zsűritag, aki szerint "[Darrell] mindenkit levett a lábáról." Több másik gitárversenyt is megnyert a környéken, de végül megkérték, hogy ne versenyezzen, inkább legyen zsűritag, hogy másoknak is legyen esélye nyerni.

### Pantera
Darrell a Pantera zenekarban játszott az 1981-es kezdetektől a zenekar 2003-as felbomlásáig egyedi technikájával megalapozva a zenekar stílusát.

#### Korai glam metal évek
A Pantera 1981-ben alakult. Először Vinnie-t kérték fel, hogy csatlakozzon a középiskolai osztálytársaiból – Terry Glaze (gitár), Tommy Bradford (basszusgitár) és Donny Hart (ének) – álló zenekarhoz. Vinnie elfogadta a felkérést, azzal a feltétellel, hogy Darrell is csatlakozhasson a csapathoz. Glaze később úgy emlékezett vissza, hogy kezdetben bizonytalanok voltak ezzel a kéréssel kapcsolatban, mivel Darrell "nem volt túl jó", és két évvel fiatalabb volt náluk, "egy apró, sovány, vézna csávó volt", de végül beleegyeztek. 1989-ben Darrellnek ugyanez volt a kikötése amikor Dave Mustaine felkérte, hogy csatlakozzon a Megadethhez. Mivel Mustaine addigra már felvette Nick Menza dobost, és Vinnie-re már nem volt szüksége, Darrell úgy döntött, hogy marad a Panterában. 1982-re Hart elhagyta a zenekart, és helyére Glaze került az énekesi posztra, míg Rex Brown átvette Bradford helyét a basszusgitárnál.
Abbott eredetileg Glaze-zel osztozott a szólógitáron, de hamarosan állandó státuszba került, mint szólógitáros. Glaze így nyilatkozott: "[Abbott] fél év alatt teljesen kicserélődött ... egyszer csak olyasmiket tudott eljátszani, mint az "Eruption" és a "Crazy Train". Abbott felvette a "Diamond Darrell" művésznevet, utalva a Kiss "Black Diamond" című dalára.
A Kiss, a Van Halen és a Judas Priest által inspirált Pantera eredetileg glam metal stílusban játszott, annak minden külsőségével együtt: a tagok szűk nadrágokat, sminket és hajlakkot viseltek a színpadon. A zenekar leszerződött a Metal Magic Recordshoz, amelyet "Jerry Eld'n" hozott létre. Ez valójában Abbott apjának, Jerrynek az álneve volt. A Pantera 1983-ban adta ki első albumát Metal Magic címmel. Abbott ekkor 16 éves volt.
A texasi székhelyű Buddy zenei magazin 1983. novemberi számában megjelent kritika szerint Abbott szólói "eléggé kilógnak, mivel figyelmen kívül hagyja a jól bevált zeneelmélet által rég lefektetett alapokat, és helyette a gitáros mindenáron saját elképzeléseit erőlteti".
A Pantera 1984-ben és 1985-ben adta ki Projects in the Jungle és I Am the Night című lemezeit. Mindkét album szintén a glam metal stílusban mozgott és a Shout at the Devil-korszakbeli Mötley Crüe-hez volt hasonlítható, bár az I Am the Night valamivel súlyosabb hangzást hozott, mint a korábbi anyagok. Az Abbott testvérek ez idő tájt kezdtek olyan zenekarokat hallgatni, mint a Metallica és a Slayer. Darrellt különösen a Metallica Ride the Lightning (1984) című lemeze fogta meg.
Glaze nem értett egyet azzal, hogy az Abbott testvérek a keményebb hangzás felé akartak elmozdulni; később azt nyilatkozta, hogy "nem akart olyan súlyos lenni. Nem igazán tetszett, hogy annyira a gitáron volt a hangsúly, mint a Metallica dalokban". Ez a nézetkülönbség, valamint egy szerződéses vita vezetett 1986-os távozásához.
Glaze-t 1986 végén Phil Anselmo váltotta fel. Az új felállás rövid időre leszerződött a Gold Mountain Recordshoz, de a Power Metal (1988) című lemezüket is a Metal Magic adta ki. Abbott szerint a Gold Mountain "meg akarta változtatni a stílusunkat, és olyan hangzást akart ránk erőltetni, mint a Bon Jovi, ami nem egészen a mi stílusunk." Anselmo nem írt dalszövegeket a Power Metalhoz. A banda folyamatosan azon dolgozott, hogy lemossa a glam metál címkét, és az új album valóban stílusváltást mutatott. Bradley Torreano későbbi, AllMusicban megjelent albumkritikája szerint Abbott "gyors riffjei" a zenekar hangzásának "legelbűvölőbb elemei" közé tartoztak. Brown egy 1988-as interjúban úgy nyilatkozott, hogy "Darrell a legelejétől fogva mindig is masszív riffeket hozott. De most, hogy Phil is a zenekarban van még jobban kiteljesedhetnek, anélkül, hogy valami buzis énekes nyávogna föléjük.".

#### A groove metal korszak
A Power Metal megjelenése után a Pantera megismerkedett Walter O'Briennel és Andy Goulddal a Concrete Managementtől. Mivel a Concrete más zenekarokat is menedzselt, akik a Metal Blade Recordshoz tartoztak, Gould felvette a kapcsolatot Brian Slagellel a Metal Blade-től és megkérte, hogy szerződtesse le a Panterát. A következő album elkészítéséhez kért 75 000 dollár azonban túl sok volt Slagelnek, így visszautasította az ajánlatot. A Metal Blade elutasítása azonban csak egy volt a sok közül. A Pantera végül az Atco Records-szal kötött lemezszerződést, miután az Atco tehetségkutatóját, Mark Rosst lenyűgözte a zenekar egyik élő fellépése.
A Cowboys from Hell 1990. július 24-én jelent meg. Az album producere Terry Date volt; eredetileg Max Normant választották producernek, de ő inkább a Lynch Mob Wicked Sensation című albumán akart dolgozni. Date – akit a Soundgardennel, a Metal Church-el és az Overkill-lel való munkája alapján szerződtettek – a Pantera következő három albumának is producere lett. A Cowboys from Hell lefektette a Pantera mára jól ismert hangzásának alapjait, melyben Abbott gitárjátéka központi szerepet kapott. A maguk által csak "power groove"-ként emlegetett hangzásvilágú album a groove metal műfaj alapművévé vált, mely a thrash metalból nőtte ki magát, annak súlyosságát és intenzitását megtartva, de lassabb tempókat hozva. A hangzásba southern rock elemeket is vegyítettek, amit általában az Abbott fivérek ZZ Top iránti vonzalmának tulajdonítanak. 1993-ban a Cowboys from Hell arany, 1997-ben pedig platina minősítést kapott.
A Pantera közel 200 koncerttel támogatta meg a Cowboys from Hellt, egy majdnem két évig tartó turné során. Az új ötletek kidolgozására szánt szüneteken kívül a zenekar az 1990-es évek nagy részét turnézással töltötte; Abbott a turnékon vad figuraként és nagyivóként szerzett hírnevet. A Pantera két hónap alatt rögzítette második nagykiadós lemezét, az 1992. február 25-én megjelent Vulgar Display of Powert, mely továbblépés volt a groove metal hangzás terén. A zenekar egy súlyosabb albumot akart a Cowboys from Hellnél, így Anselmo teljesen átvette a hardcore ihletésű, ordítós énekstílust. A riffek és dakszerkezetek többségét Abbott hozta, még inkább együttműködve Brown basszusjátékával. Ezzel létrehozták azt a hangzást, melyet Brown később "a leghatalmasabb"-ként írt le. A Vulgar Display of Power a Billboard 200 44. helyén debütált és 79 hétig maradt a listán. 2017-ben a Rolling Stone "Minden idők 100 legjobb metal albumának" listáján a 10. helyen szerepelt, külön kiemelve Abbott "harapós ritmusait és visító szólóit".
Abbott külseje a Vulgar Display of Power megjelenésének idején alakult olyanná, amelyet élete hátralévő részében is megtartott. Festett kecskeszakállat, borotvapengés medált (a Judas Priest British Steelje előtt tisztelegve), cargo rövidnadrágot és ujjatlan pólókat viselt. Úgy érezte, hogy a "Diamond Darrell" név már nem illik sem az imidzséhez, sem a hangzásához, így helyette a "Dimebag Darrell" művésznevet vette fel. A nevet eredetileg Anselmo aggatta rá, arra utalva, hogy Abbott sosem volt hajlandó egyszerre tíz centet érő zacskónyi (dimebag) kannabiszból többet magánál tartani – még akkor sem, ha kínálták vele – mert nem akart nagyobb mennyiségű kábítószerrel lebukni.
A Pantera összes albumát 1994-ig a Pantego Soundban vették fel, amely az Abbott testvérek apjának, Jerrynek a stúdiója volt. A stúdió kényelmesen elérhető távolságra volt Abbotték otthonától. A Vulgar Display of Power megjelenése után Jerry bezárta a Pantego Soundot, és nyitott egy új stúdiót, az Abtraxet a Tennessee állambeli Nashville-ben, azt remélve, hogy végre megvalósíthatja álmát és country dalszerző lesz. A Pantera harmadik nagylemezét, a Far Beyond Driven című albumot az Abtraxben vették fel. Abbott egy 1994-es Guitar Player interjúban azt mondta: "Kurvára elrepültünk Nashville-be, ahol három hétig egyfolytában dalokat írtunk és vágtunk". Ennek az lett a vége, hogy a banda tagjai szabadidejük nagy részét egymás hotelszobáiban drogozással töltötték, ahelyett, hogy a Pantego Soundban megszokott napirendjüket követték volna. Az albumot az otthonukhoz közeli Dallas Sound Labsben keverték. A Far Beyond Driven 1994. március 15-én jelent meg az EastWest Recordsnál. Az első héten 186.000 példányban kelt el, és a Billboard 200-as lista első helyén debütált. Azóta is ez a valaha volt legsúlyosabb, első helyen debütált album.
A megjelenés előtt mindenki azt várta, hogy a zenekar a Metallica fekete albumának példáját követve egy könnyebben eladható anyaggal jelentkezik majd. Ehelyett még a Vulgar Display of Power-nél is súlyosabb művet akartak. Abbott 1994-ben így nyilatkozott: "Csak magunkat akarjuk felülmúlni. A legtöbb zenekar kijön egy kemény lemezzel, aztán egyre lágyabb és lágyabb lesz. Megragadsz az első lemeznél és csak remélsz és álmodozol. Mi nem ilyenek vagyunk."

#### Zenekari ellentétek és feloszlás
A Far Beyond Driven kislemez dalát, az "I'm Broken"-t Anselmo krónikus hátfájása ihlette. Egy 2014-es interjúban felidézte, hogy "esténként, fellépések előtt egy egész üveg viszkit megivott, hogy csillapítsa a fájdalmat", és gyakran félbeszakította a fellépést a színpadon üvöltve. A lemez turnéja során Anselmo komoly alkohol-, fájdalomcsillapító- és végül heroin-fogyasztó lett. Saját turnébuszon utazott és a fellépések előtti 20-30 percig elszigetelte magát a többi bandatagtól. A zenekaron belüli feszültségek miatt a Pantera következő albumának, a The Great Southern Trendkillnek felvételeinél már nem is találkoztak egymással: Darrell, Vinnie és Brown a Chasin' Jason Stúdióban (amelyet Darrell a hátsó udvarban egy istállóban épített) dolgozott, míg Anselmo ének sávjait Trent Reznor Nothing Stúdiójában, New Orleansben rögzítették. Abbott új gitárokkal kísérletezett a felvételek alatt; 1996-ban úgy nyilatkozott, hogy egy 12-húros gitár kipróbálásakor írta a "Suicide Note Pt. 1"-t, amelyet a Washburn Guitars küldött neki. Sokkal korábban írt riffjeit is felhasználta az albumhoz: az Anselmo előtti korszakban írta a "Floods" outro-szólóját, melyből korábban egy 90 perces változatot is készített, altatódalként a barátnője számára.
1996. május 7-én jelent meg a The Great Southern Trendkill. A Billboard 200-as lista 4. helye volt a legjobb eredménye, és 13 hétig maradt a listán. A Pantera legextrémebb művének tartják, és a banda legmélyebbre hangolt számait tartalmazza. Július 13-án Anselmo túladagolta magának a heroint a dallasi Starplex Amphitheaterben való fellépést követően, és „négy-öt percig” a klinikai halál állapotában volt. Felépülése gyorsan ment és két napra rá már ott volt a banda következő fellépésén San Antonio-ban, de az eset tartós szakadást okozott a zenekaron belül. Anselmo 1995-ben jelentette meg egyik mellékprojektjének, a Down-nak bemutatkozó albumát (NOLA címmel), amit egy 13 állomásos turnéval támogattak meg. A többi Pantera tagot eredetileg nem zavarták Anselmo mellékprojektjei; Abbott akkoriban így nyilatkozott: "Phil zenész arc, szereti magát elfoglalni."
A The Great Southern Trendkill turnéja tovább mélyítette a szakadékot a bandán belül, és a következő albumuk, a Reinventing the Steel felvételei sem voltak probléma mentesek. Vinnie az album megjelenése után adott interjúban így nyilatkozott: "Kínszenvedés volt őt [Anselmot] leimádkozni a stúdióba. Semmi sem tetszett neki, állandó kakaskodás volt az egész." Szintén a felvétel alatt Abbotték édesanyjánál, Carolynnál tüdőrákot diagnosztizáltak és hat héttel később, 1999. szeptember 12-én elhunyt. Ez nagyon megviselte a testvéreket, különösen Darrellt. A Reinventing the Steel 2000. március 21-én jelent meg. Abbott így kommentálta: "Mi még gitárokat használunk... A zenekarok már alig használják. Öreg, a hetvenes években, ha nem tudtál gitározni vagy énekelni, senki sem voltál. Ma már olyan egyszerűek a számok, hogy csak nyitott akkordra hangolsz és pattogsz mellé". A Great Southern Trendkillhez hasonlóan a Reinventing the Steel is a 4. helyen végzett a Billboard 200-on.
A Pantera 2001. szeptember 11-én Írországban tartózkodott épp megkezdve európai turnéját. A szeptember 11-i támadások miatt a turnét törölték, és a tagok visszarepültek Texasba. Megállapodtak abban, hogy egy kis szünetet tartanak. 2002 márciusában kijött a második Down lemez, a Down II: A Bustle in Your Hedgerow, amelyen Brown basszusgitározott. Két hónappal később a Superjoint Ritual – Anselmo másik bandája – kiadta debütáló albumát, a Use Once and Destroy-t. Abbotték úgy tervezték, hogy 2003-ban újra összeállhat a Pantera, miután a Down II-t és a Use Once and Destroyt támogató turnék befejeződnek. Ehelyett azonban Anselmo felvett egy második albumot is a Superjoint Rituallal, A Lethal Dose of American Hatred (2003) címmel. Szintén ekkoriban Darrell telefonhívást kapott Browntól, aki jelezte, hogy nem tér vissza a Panterába. A Pantera szétválását legnagyobb slágereiket tartalmazó albumuk a The Best of Pantera: Far Beyond the Great Southern Cowboys' Vulgar Hits! 2003. szeptember 23-i megjelenése fémjelezte.

### Damageplan
Abbottot letörte a Pantera feloszlása; úgy érezte, hogy mindaz, amiért dolgozott egyszerre „kiszakadt alóla”. Mivel a Pantera folytatása Anselmo nélkül valószínűleg hosszadalmas és költséges jogi csatát eredményezett volna a „Pantera” márka tulajdonjogát illetően, az Abbott fivérek úgy döntöttek, hogy új zenekart alapítanak. 2003 februárjában Darrell házi stúdiójában vették fel az első demókat. Patrick Lachman lett az énekes a Halfordból, a basszusgitárt pedig Bob Kakaha kezelte. Még abban az évben leszerződtette őket az Elektra Records. A zenekar neve eredetileg New Found Power volt, de később a Damageplan mellett döntöttek. Helyette a debütáló album kapta a New Found Power címet, mely 2004. február 10-én jelent meg. Meg sem közelítette a Pantera nagylemez-kiadásainak kereskedelmi sikerét: az első héten 44 000 példányban kelt el, és 38. helyen debütált a Billboard 200-on, az év végéig pedig szerény 160 000 példány fogyott belőle.
A Damageplan 2004 nagy részét a Devastation Across the Nation névre keresztelt turnéjával töltötte. A rajongótábor újjáépítése volt a cél, melyhez országos klubturnét szerveztek, később pedig egy újabb album felvételei voltak tervben. Erre sajnos már nem került sor a 2004. december 8-án történtek miatt.

### Halála
2004. december 8-án, éjjel, Darrell a Damageplannel koncertezett egy Alrosa Villa nevű klubban Columbusban (Ohio), mikor egy korábbi tengerészgyalogos, Nathan Gale 5 lövést adott le rá, köztük egy fejlövést, ami azonnal megölte.
A támadó ezenkívül még 3 másik emberrel is végzett: Jeff "Mayhem" Thompson (†40), Nathan Bray (†23), és Erin Halk (†29). Gale-t (†25) végül egy columbusi rendőr, aki csak véletlenül tartózkodott a helyszínen, James D. Niggemeyer lőtte le.
Gene Simmons egy Kiss-koporsót adományozott a temetéshez, Eddie Van Halen pedig az eredeti, fekete-sárga csíkos 1979-es Charvel "Bumblebee" (poszméh) gitárját, amely belekerült a koporsóba.
Halála után a rockélet még inkább kultikus figurájává vált. Rengeteg együttes írt neki számot, így emlékezvén meg róla, például az Avenged Sevenfold ("Betrayed"), a Nickelback ("Side Of A Bullet"). A Limp Bizkit "The Priest" című dalában is van utalás Darrellre, és a Black Label Society "In This River" című számában is Darrell elvesztéséről van szó, valamint a Machine Head "Aesthetics of Hate" című számát is hozzá írták, valamint a Five Finger Death Punch The Pride című számában az amerikai hírességek között említik a legendás gitárost.

## Diszkográfia
Pantera
- Metal Magic (1983)
- Projects in the Jungle (1984)
- I Am the Night (1985)
- Power Metal (1988)
- Cowboys from Hell (1990)
- Vulgar Display of Power (1992)
- Far Beyond Driven (1994)
- aLIVE and hostile e.p. (1994)
- The Great Southern Trendkill (1996)
- Official Live: 101 Proof (1997) – koncertalbum
- Reinventing the Steel (2000)

Damageplan
- New Found Power (2004)

Rebel Meets Rebel
- Rebel Meets Rebel (2004)

Vendégként
- Anthrax: Stomp 442 (1995)
- Anthrax: Volume 8: The Threat Is Real (1998)
- Anthrax: We’ve Come for You All (2003)

## Felszerelések

### Gitárok
| - USA Razorback Tribute - USA Rebel Razorback - Dime USA Razorback flametop - Dime USA Razorback Camo - Dime USA ML Redwood - Dime Usa ML Warcamo - Dime USA Razorback V - Dime USA V Razorback skull - Dean From Hell CFH - Dixie Rebel - FBD Tribute ML - Dime*O*Flage - Razorback slime Bublebee - Explosion razorback - Razorback DB - Razorback 255 - Razorback 7 | - Razorback V 255 - Razorback V 255 blade - Razorback 10K Commemorative - Razorback Cemetery Gates - Razorback 255 Dime slime - Razorback Slime bolt - Razorback DB Floyd - Stealth two tone - Stealth Floyd snakeskin - Dimeblade - DBD Tribute ML - Dimebonics ML - Black bolt ML - DFH Slime |

### Effektek
Dimebag pályafutása alatt rengeteg effektet használt.
| - Furman PQ4 Equalizer (1990 - 1995) - Furman PQ3 Equalizer (1996 - 2004) - MXR 6-band Graphic Equalizer (the blue one) - MXR Flanger/Doubler (Blue-faced rack unit) - MXR Zakk Wylde Overdrive - MXR Dime Distortion - BOSS NS-2 Noise Suppressor - BOSS CE-1 Chorus - Korg G3 - Korg AX30G and AX100G - EBow | - Electro Harmonix Electric Mistress Flanger/filter matrix - Electro Harmonix Soul Preacher compressor/sustainer - Lexicon Effect Modules - Digitech Whammy (x2) - Vox wah - Rocktron guitar Silencer - Dunlop Rackmount wah - Dunlop Octave Fuzz & Wah (prototype) - Dunlop Cry Baby From Hell - Whirlwind A/B Selector - Roland AP2 Phase ii Pedal |